# Copa Rostelecom 2014
La Copa Rostelecom de 2014, también conocida como Copa de Rusia fue una competición internacional de patinaje artístico sobre hielo, la cuarta del Grand Prix de patinaje artístico sobre hielo de la temporada 2014-2015. Organizada por la federación rusa de patinaje sobre hielo, tuvo lugar en Moscú, entre el 14 y el 16 de noviembre de 2014. Se llevaron a cabo competiciones en las modalidades de patinaje individual masculino, femenino, patinaje en parejas y danza sobre hielo, y sirvió como clasificatorio para la Final del Grand Prix de 2014.

## Resultados

### Patinaje individual masculino
| Clasificación | Nombre              | País            | Total  | Programa corto | Programa corto | Programa libre | Programa libre |
| ------------- | ------------------- | --------------- | ------ | -------------- | -------------- | -------------- | -------------- |
| 1             | Javier Fernández    | España          | 265,01 | 1              | 93,92          | 1              | 171,09         |
| 2             | Serguéi Voronov     | Rusia           | 252,00 | 2              | 90,33          | 2              | 161,67         |
| 3             | Michal Březina      | República Checa | 241,23 | 4              | 80,89          | 3              | 160,34         |
| 4             | Misha Ge            | Uzbekistán      | 238,05 | 5              | 79,69          | 5              | 158,36         |
| 5             | Jason Brown         | Estados Unidos  | 235,56 | 7              | 76,32          | 4              | 159,24         |
| 6             | Takahiko Kozuka     | Japón           | 216,80 | 3              | 81,38          | 7              | 135,42         |
| 7             | Max Aaron           | Estados Unidos  | 212,60 | 6              | 77,09          | 6              | 135,51         |
| 8             | Artur Gachinski     | Rusia           | 201,26 | 8              | 74,13          | 9              | 127,13         |
| 9             | Stephen Carriere    | Estados Unidos  | 201,24 | 10             | 72,20          | 8              | 129,04         |
| 10            | Jeremy Ten          | Canadá          | 198,50 | 9              | 73,91          | 11             | 124,59         |
| 11            | Ivan Righini        | Italia          | 195,07 | 11             | 69,74          | 10             | 125,33         |
| 12            | Moris Kvitelashvili | Rusia           | 174,25 | 12             | 62,24          | 12             | 112,01         |

### Patinaje individual femenino
| Clasificación | Nombre             | País            | Total    | Programa corto | Programa corto | Programa libre | Programa libre |
| ------------- | ------------------ | --------------- | -------- | -------------- | -------------- | -------------- | -------------- |
| 1             | Rika Hongo         | Japón           | 178,00   | 2              | 59,85          | 1              | 118,15         |
| 2             | Anna Pogorilaya    | Rusia           | 173,43   | 3              | 59,32          | 2              | 114,11         |
| 3             | Alaine Chartrand   | Canadá          | 172,00   | 1              | 61,18          | 3              | 110,82         |
| 4             | Mirai Nagasu       | Estados Unidos  | 165,88   | 4              | 58,90          | 6              | 106,98         |
| 5             | Park So-youn       | Corea del Sur   | 163,24   | 7              | 53,71          | 4              | 109,53         |
| 6             | Miyabi Oba         | Japón           | 154,57   | 10             | 46,76          | 5              | 107,81         |
| 7             | Mariya Stavitskaya | Rusia           | 153,49   | 6              | 54,78          | 8              | 98,71          |
| 8             | Ashley Cain        | Estados Unidos  | 150,90   | 5              | 57,18          | 9              | 93,72          |
| 9             | Angela Wang        | Estados Unidos  | 150,75   | 9              | 51,25          | 7              | 99,50          |
| 10            | Mariya Artemieva   | Rusia           | 144,72   | 8              | 51,88          | 10             | 92,84          |
| 11            | Eliška Březinová   | República Checa | 134,04   | 11             | 46,64          | 11             | 87,40          |
| —             | Joshi Helgesson    | Suecia          | Abandono | 12             | 44,00          |                |                |

### Patinaje en parejas
| Clasificación | Nombre                                 | País           | Total  | Programa corto | Programa corto | Programa libre | Programa libre |
| ------------- | -------------------------------------- | -------------- | ------ | -------------- | -------------- | -------------- | -------------- |
| 1             | Ksenia Stolbova / Fiódor Klimov        | Rusia          | 211,97 | 1              | 69,09          | 1              | 142,88         |
| 2             | Yevguéniya Tarásova / Vladimir Morozov | Rusia          | 173,78 | 2              | 67,28          | 5              | 106,50         |
| 3             | Kristina Astajova / Alekséi Rogonov    | Rusia          | 164,86 | 3              | 58,34          | 4              | 106,52         |
| 4             | Haven Denney / Brandon Frazier         | Estados Unidos | 164,85 | 4              | 54,06          | 2              | 110,79         |
| 5             | Jessica Calalang / Zack Sidhu          | Estados Unidos | 157,45 | 5              | 50,87          | 3              | 106,58         |
| 6             | Annabelle Prölß / Ruben Blommaert      | Alemania       | 145,16 | 6              | 48,69          | 6              | 96,47          |
| 7             | Narumi Takahashi / Ryuichi Kihara      | Japón          | 132,60 | 7              | 47,68          | 7              | 84,92          |
| 8             | DeeDee Leng / Simon Shnapir            | Estados Unidos | 128,68 | 8              | 45,42          | 8              | 83,26          |

### Danza sobre hielo
| Clasificación | Nombre                                  | País           | Total  | Danza corta | Danza corta | Danza libre | Danza libre |
| ------------- | --------------------------------------- | -------------- | ------ | ----------- | ----------- | ----------- | ----------- |
| 1             | Madison Chock / Evan Bates              | Estados Unidos | 174,28 | 1           | 68,86       | 1           | 105,42      |
| 2             | Yelena Ilinyj / Ruslan Zhiganshin       | Rusia          | 160,43 | 2           | 64,12       | 3           | 96,31       |
| 3             | Penny Coomes / Nicholas Buckland        | Reino Unido    | 158,02 | 3           | 59,55       | 2           | 98,47       |
| 4             | Victóriya Sinitsina / Nikita Katsalapov | Rusia          | 147,55 | 4           | 57,96       | 4           | 89,59       |
| 5             | Aleksandra Stepanova / Ivan Bukin       | Rusia          | 143,51 | 5           | 56,90       | 5           | 86,61       |
| 6             | Kaitlin Hawayek / Jean-Luc Baker        | Estados Unidos | 136,33 | 7           | 52,86       | 6           | 83,47       |
| 7             | Alexandra Aldridge / Daniel Eaton       | Estados Unidos | 133,38 | 6           | 54,39       | 7           | 78,99       |
| 8             | Rebeka Kim / Kirill Minov               | Corea del Sur  | 118,27 | 8           | 46,14       | 8           | 72,13       |